# Ostatnia misja
Ostatnia misja – polski film sensacyjny z 1999 r. w reż. Wojciecha Wójcika. Był ostatnim programem Wizji Jeden.
Film kręcono od 6 stycznia do 1 marca 1999 w Warszawie, Paryżu, Kazimierzu Dolnym, Dąbrowie Leśnej i Zalesiu Górnym.

## Obsada
| - Peter J. Lucas − Andrzej "Andre" Kostynowicz - Janusz Gajos − komisarz Piotr Sobczak - Ewa Gorzelak − Monika Górska - Piotr Fronczewski − Józef Muran - Mirosław Baka − Bruno Wiśniewski, człowiek Murana - Artur Żmijewski − podinspektor Krzysztof Myszkowski - Piotr Rzymyszkiewicz − agent - Tomasz Białkowski − płk Tremiere - Paweł Wilczak − aspirant Kowal, wpólnik Sobczaka - Joachim Lamża − David, rezydent FBI w Polsce - Wojciech Kalarus − policjant I - Jan Kozaczuk − policjant II - Bartłomiej Świderski − policjant III - Mirosław Zbrojewicz − Sztych - Sławomir Orzechowski − Rekord - Jarosław Boberek − Goebbels, człowiek Bruna - Sebastian Nietupski − Makumba, człowiek Bruna - Zbigniew Dziduch − goryl Rekorda - Krzysztof Szczerbiński − dealer narkotyków - Antoni Wilkoński − Mateusz, wnuczek Sobczaka - Zuzanna Wojtal − Ewa, wnuczka Sobczaka - Małgorzata Foremniak − córka Sobczaka - Maria Pakulnis − dr Sawicka, dentystka |  | - Sybilla Rostek − sekretarka Kałużyńskiej - Borys Jaźnicki − sekretarz Murana - Jacek Braciak − pracownik firmy kurierskiej - Jerzy Kamas − Stefan Dębowski - Lech Łotocki − policyjny specjalista I - Igor Sawin − policyjny specjalista - Krzysztof Kalczyński − prezes Biznes Klubu - Zbigniew Geiger − Farina - Sławomir Tomczak − mężczyzna na ulicy - Danuta Stenka − Kałużyńska, dyrektor banku - Andrzej Piszczatowski − Prefekt - Marek Barbasiewicz − Paweł Górski, ojczym Moniki - Andrzej Żółkiewski − policjant w hotelowej recepcji I - Wojciech Majchrzak − policjant w hotelowej recepcji II - Grzegorz Miśtal − recepcjonista w hotelu - Michał Grudziński − lekarz Kostynowicza - Maciej Kozłowski − Cortez - Janusz Nowicki − generał Winkler - Antoni Ostrouch − Lenin, człowiek szefa mafii w Paryżu - Witold Dębicki − "Sokrates" - Szymon Bobrowski − bankowiec - Wojciech Wójcik |
| |  | |

## Fabuła
Andrzej Kostynowicz jest płatnym mordercą, działającym na zlecenie francuskiej agencji rządowej. Będąc u lekarza, dowiaduje się, że ma nowotwór mózgu. Postanawia wrócić do Polski, którą opuścił przed wprowadzeniem stanu wojennego. Jego przełożony, płk Tramiere, postanawia to wykorzystać i daje mu zlecenie. Celem jest biznesmen Józef Muran, który jest winien mafii pieniądze. Muran zostaje ostrzeżony przez swojego człowieka w Paryżu. O przybyciu Kostynowicza powiadamia policję i UOP, żądając ochrony. Szefem ochrony zostaje komisarz Sobczak, najlepszy policjant w Warszawie. Zaczyna się pościg.

## Błędy produkcyjne
1. Na początku filmu Kostynowicz porusza się Citroenem XM drugiej generacji; gdy zatrzymuje się przy opuszczonym budynku, nakłada na rękę zegarek i wyraźnie widać, że scena ta jest już nagrana w XM-ie starszej generacji. Ale gdy wysiada i wyciąga walizkę z bagażnika, znów jest XM drugiej generacji. W Polsce nakręcono film z udziałem XM-a pierwszej generacji.
2. W końcowej scenie (w domu "Guru") Kostynowicz strzela w rękę Wiśniewskiego, podbiega do niego i przykłada mu pistolet do głowy, po czym napina kurek pistoletu - który po strzale w pistolecie samopowtarzalnym pozostaje już w pozycji napiętej.

## Nagrody
2000:
- Festiwal Polskich Filmów Fabularnych w Gdyni
  - nagroda za dźwięk − Piotr Domaradzki

2001:
- Orzeł, Polska Nagroda Filmowa
  - nominacja za dźwięk − Piotr Domaradzki
  - nominacja za główną rolę męską − Janusz Gajos
- TP SA Music i Film Festiwal w Warszawie
  - nominacja do Philip Award za piosenkę w polskim filmie lub serialu telewizyjnym − O.N.A. – "Moja odpowiedź"

## Ścieżka dźwiękowa
Muzyka z filmu Ostatnia Misja – autorem ścieżki dźwiękowej do obrazu był Grzegorz Skawiński, wówczas gitarzysta zespołu O.N.A..
Na płycie wystąpili również pozostali członkowie tegoż zespołu wokalistka Agnieszka Chylińska, keyboardzista Wojciech Horny, basista Waldemar Tkaczyk oraz perkusista Zbigniew Kraszewski. Dodatkowe partie instrumentów nagrali Tomasz Bonarowski, Bartek Gliniak, Michał Jeziorski oraz Piotr Łukaszewski. Ponadto w utworze „Pieśń dealera – Bruna” zaśpiewał Tomasz Lipnicki, znany z występów w zespole Illusion.
Producentem nagrań byli Andrzej Paweł Wojciechowski i Grzegorz Skawiński. Wydawnictwo ukazało się 30 marca 2000 roku nakładem wytwórni muzycznej Sony Music. Na albumie znalazł się utwór pochodzący z repertuaru O.N.A. pt. „Moja odpowiedź”. Kompozycja ukazała się rok wcześniej na albumie tegoż zespołu – Pieprz. Piosenka została wydana w 2000 roku jak singel promujący obraz Ostatnia misja, do utworu został zrealizowany również teledysk.
Lista utworów
| Nr  | Tytuł utworu                                                    | Długość |
| --- | --------------------------------------------------------------- | ------- |
| 1.  | „Moja odpowiedź – introdukcja”                                  | 3:08    |
| 2.  | „Moja odpowiedź”                                                | 4:20    |
| 3.  | „Monika – temat główny”                                         | 4:06    |
| 4.  | „Cortez, Farina, Kostynowicz – spotkanie”                       | 0:56    |
| 5.  | „Andrzej Kostynowicz”                                           | 5:27    |
| 6.  | „Przyjaźń/Farina – fałszywy przyjaciel”                         | 2:21    |
| 7.  | „Gra w źle wyważone kości”                                      | 2:38    |
| 8.  | „Pościg – godzina druga”                                        | 3:02    |
| 9.  | „Spotkanie po latach – Kostynowicz i Guru”                      | 0:59    |
| 10. | „Monika – wersja akustyczna”                                    | 1:33    |
| 11. | „Noc bez słońca – Ostatnia misja/Ucieczka Kostynowicza – Hotel” | 3:48    |
| 12. | „Andrzej Kostynowicz – wersja techno”                           | 3:52    |
| 13. | „Spotkanie po latach – Kostynowicz i Monika”                    | 2:21    |
| 14. | „Kowal – szeryf czy policjant?”                                 | 2:43    |
| 15. | „Ucieczka Moniki z willi Murana”                                | 0:59    |
| 16. | „Pieśń dealera – Bruna”                                         | 4:31    |
| 17. | „Andrzej Kostynowicz – wersja akustyczna z wokalizą”            | 2:09    |
| 18. | „Zabójstwo nad mostem”                                          | 1:03    |
| 19. | „Monika – samba”                                                | 2:57    |
| 20. | „Moja odpowiedź – epilog”                                       | 3:38    |
|     |                                                                 | 56:31   |

Twórcy
- Grzegorz Skawiński – produkcja muzyczna, gitara akustyczna, gitara dwunastostrunowa, gitara siedmiostrunowa, gitara elektryczna, instrumenty klawiszowe
- Tomasz Bonarowski – instrumenty klawiszowe, loopy, programowanie (5, 7, 8, 10, 11, 14, 16, 19)
- Agnieszka Chylińska – wokal prowadzący (2)
- Bartek Gliniak – instrumenty klawiszowe, orkiestracje (1, 3, 4, 6, 9, 13, 15, 18, 20)
- Wojciech Horny – instrumenty klawiszowe, programowanie (2, 3, 7, 11)
- Michał Jeziorski – instrumenty klawiszowe, programowanie (5, 12, 17)
- Zbigniew Kraszewski – perkusja (2)
- Tomasz Lipnicki – wokal prowadzący (16)
- Piotr Łukaszewski – loopy, programowanie (3, 5, 8)
- Waldemar Tkaczyk – gitara basowa (2, 3)
- Andrzej Paweł Wojciechowski – produkcja muzyczna